# Edwin Sherin
Edwin Sherin (Harrisburg, Pennsylvania, 1930. január 15. – Lockeport, Új-Skócia, Kanada, 2017. május 4.) amerikai színházi és tv-rendező, producer.

## Filmjei

### Mozifilmek
- Valdez Is Coming (1971)
- My Old Man's Place (1971)

### Tv-filmek
- Lena, száz gyermek édesanyja (Lena: My 100 Children) (1987)
- The Father Clements Story (1987)
- Settle the Score (1989)
- Daughter of the Streets (1990)
- A Marriage: Georgia O'Keeffe and Alfred Stieglitz (1991)

### Tv-sorozatok
- Great Performances (1974, egy epizód)
- Zsarublues (Hill Street Blues) (1986, egy epizód)
- A simlis és a szende (Moonlighting) (1986, egy epizód)
- Tour of Duty (1989, három epizód)
- Doogie Howser, M.D. (1990, egy epizód)
- L.A. Law (1990, három epizód)
- South Beach (1993)
- Gyilkos utcák (Homicide: Life on the Street) (1996–1999, három epizód)
- Esküdt ellenségek: Különleges ügyosztály (Law & Order: Special Victims Unit) (2000, egy epizód)
- Esküdt ellenségek: Bűnös szándék (Law & Order: Criminal Intent) (2002, egy epizód)
- Esküdt ellenségek (Law & Order) (1991–2005: 36 epizód rendezőként, 1993–1994: 11 epizód co-executive producerként, 1994–2000: 151 epizód executive producerként, 1994: egy epizód co-producerként)
- A médium (Medium) (2006, két epizód)
- A Donnelly klán (The Black Donnellys) (2007, egy epizód)